# Vườn quốc gia Pollino
Vườn quốc gia Pollino (tiếng Ý: Parco nazionale del Pollino) là một vườn quốc gia ở Basilicata và Calabria, phía nam nước Ý. Vườn quốc gia này nằm ở các tỉnh Cosenza, Matera và Potenza, với tổng diện tích 1.925,65 km vuông, khiến nó là vườn quốc gia lớn nhất tại Ý. Vườn quốc gia bao gồm khối núi Pollino và Orsomarso là một phần của dãy Appennini nam. Điểm cao nhất của vườn quốc gia là Serra Dolcedorme cao 2.267 mét.

## Mô tả
Vườn quốc gia này được lập năm 1992 và bao gồm cả các địa điểm có giá trị về thiên nhiên và khảo cổ. Biểu tượng của vườn quốc gia này là loài thông Bosnia, do đây là một trong những nơi sinh sống còn lại của loài thông này. Sồi là loài phổ biến tại vườn quốc gia. Ngoài ra, đây cũng là khu vực có nhiều loài dược thảo.
Đây là nhà của cây lâu đời nhất châu Âu còn tồn tại thuộc loài thông Heldreich, ước tính 1.230 năm tuổi.
Các đô thị đáng kể trong khu vực này gồm Rotonda, Castrovillari, Morano Calabro, Laino Castello, Mormanno, Scalea, Papasidero, Civita, Cerchiara (Nhà thờ Giáo hội Madonna delle Armi). Các cộng đồng nói tiếng Albania hiện diện ở các đô thị San Paolo Albanese, San Costantino Albanese. Tại Valle del Mercure, người ta đã phát hiện các di vật của các loài tiền sử như Elephas antiquus và Hippopotamus major.
Các sông suối ở đây gồm có Lao, Sinni, Coscile và Raganello.
Động vật hoang dã có sự đa dạng bao gồm Đại bàng vàng, Sói Ý, Hoẵng châu Âu, Gõ kiến đen, Quạ chân đỏ, Cắt lớn, Diều đỏ, Cắt Lanner, Chuột sóc rừng, Kền kền Ai Cập, Rái cá châu Âu và Hươu.